# Cesta (España)
Cesta (en gallego y oficialmente, A Cesta) es un lugar de la parroquia de Ardaña en el municipio coruñés de Carballo en Galicia, España. Según el IGE, en el 2019 había 78 habitantes, 40 varones y 38 mujeres.